# Bagadilico
Bagadilico, Basal Ganglia Disorders Linnaeus Consortium, är en forskargrupp i Lund och en Linnémiljö, huvudsakligen finansierad av Vetenskapsrådet. Gruppen består av runt 120 forskare som är knutna antingen till Lunds universitet eller till Universitetssjukhuset i Lund.
Gruppen har som övergripande mål att ta fram nya behandlingar mot Parkinsons sjukdom och Huntingtons sjukdom. Dessa sjukdomar har det gemensamt att de orsakas av störningar i den del av hjärnan som kallas basala ganglierna. För att uppnå målet vill gruppen etablera, driva och utveckla en stark, tvärvetenskaplig forskningsmiljö.
Ambitionen är att programmet ska ta fram kunskap som höjer patienternas livskvalitet, genom förbättrade diagnosmetoder och behandlingar, och förbättrar de anhörigas situation.
I gruppen ingår forskare från både medicinska fakulteten på Lunds universitet, Lunds Tekniska Högskola, Institutionen för kulturvetenskaper och Universitetssjukhuset i Lund. Samarbetet mellan experimentell forskning och klinik ska göra att nya behandlingar snabbare kommer patienterna till godo, och att etiska och kulturella aspekter beaktas.
Den medicinska delen av forskningen fokuserar på celltransplantation, genterapi och på att ta fram nya läkemedel. År 2010 planerar man att återuppta kliniska försök med att transplantera in dopaminproducerande celler i hjärnan på patienter med Parkinsons sjukdom.
En viktig del av programmet är att skaffa kunskap om hur behandlingar bäst utformas för att komma patienterna, deras familjer och hela samhället tillgodo, och att beakta etiska och kulturella aspekter av framsteg inom biomedicinsk forskning.
Namnet Bagadilico är en akronym bildad av de två första bokstäverna i orden Basal Ganglia Disorders Linnaeus Consortium.

## Forskargrupper inom Bagadilico
- Neurobiologi - Anders Björklunds Forskargrupp [1]
- Forskningsgruppen för Nervcellsöverlevnad [2]
- Forskningskruppen för de Basala Gangliernas Patofysiologi [3]
- Utveckling, Utvärdering och Användning av Bedömnings- och Mätmetoder vid Parkinsons Sjukdom [4]
- BRAINS Unit – Reparationer i Hjärnan och Bildanalys i Neurala System [5]
- Nanobioteknologi och Lab-on-a-Chip [6]
- Forskargruppen CNS Genterapi [7]
- Forskningsgruppen för kulturvetenskap [8]
- Translationella Neuroendokrina Forskningsgruppen [9]
- Klinisk experimentell terapi vid neurodegenerativa och neuroinflammatoriska sjukdomar [10]